# Shiver Down My Spine
Shiver Down My Spine é uma canção da cantora brasileira Claudia Leitte, composta na língua inglesa pela cantora e por RØMANS. Foi lançada pela Roc Nation originalmente como single promocional em 22 de outubro de 2015. Uma versão da canção com participação do cantor haitiano J. Perry foi lançada oficialmente como single em 2 de janeiro de 2016. Essa mesma versão foi lançada nas plataformas digitais em 1 de julho de 2016. Faz parte da trilha sonora do filme "S.O.S. Mulheres ao Mar 2", lançado em 2015 e da telenovela brasileira Haja Coração, como tema da personagem Fedora Abdala Varella, interpretada pela atriz Tatá Werneck.

## Composição
Foi composta por Claudia Leitte e por Sam Romans (RØMANS), artista que também faz parte da Roc Nation. De acordo com Claudia, essa foi a primeira canção que ela compôs totalmente na língua inglesa sem ter que fazer uma versão na língua portuguesa para posterior tradução. "Essa foi a primeira vez que eu senti fluir em inglês. Fui conversando com Sam e começamos a melodia, a harmonia. Foi muito espontâneo. A música veio facilmente e fala de uma mulher muito poderosa, dona da situação e que tem as rédeas de sua própria vida. Essa é a primeira de uma sequência de músicas que eu fiz em inglês em dois anos. Ela abriu as portas para que meu sentimento se aflorasse e que pudesse escrever em outras línguas. Portanto, é muito especial vê-la ser lançada agora". A canção foi produzida por Luciano Pinto e Claudia Leitte.
Boa parte do arranjo original permaneceu na nova versão com o cantor haitiano J. Perry, com exceção da parte em que ele canta. O remix tem 22 segundos a mais em relação a versão original. Essa versão foi incluída anteriormente no CD promocional do single Corazón, distribuído em 2 de janeiro de 2016.

## Lançamento
A canção foi lançada com exclusividade no Tidal em 22 de outubro, sendo disponibilizada para download no dia 30 de outubro de 2015. Em 31 de outubro, um lyric video para a canção foi lançado no canal oficial de Claudia Leitte no Youtube. Em 2 de janeiro de 2016, foi lançada uma versão remix com participação de J. Perry. Essa versão remix foi lançada oficialmente como single em 1 de julho de 2016.

### Apresentações ao vivo
A primeira performance televisionada da canção ocorreu no dia 25 de dezembro de 2015, na final da quarta temporada do The Voice Brasil. Para a ocasião, foi apresentada a versão remix com participação do cantor haitiano J. Perry.

### Formatos e faixas
Download digital
1. "Shiver Down My Spine" - 3:18

Download digital - Remix
1. "Shiver Down My Spine" (participação de J. Perry) - 3:40

## Desempenho nas tabelas musicais
| Parada (2018)            | Melhor posição |
| ------------------------ | -------------- |
| Billboard Hot Pop Songs  | 18             |
| Billboard Brasil Hot 100 | 90             |

## Créditos
- Claudia Leitte — vocal, compositora, produtora, arranjo
- Sam Romans — compositor
- Luciano Pinto — produtor, arranjo, direção, teclado
- Buguelo — bateria
- Alan Moraes — baixo
- Fabinho Alcântara — ukelele, violão, guitarra
- Gilberto Jr. — trompete
- Andersem Luz — percussão
- Durval Luz — percussão
- Luis Lacerda — loop
- Deny Mercês - gravação, mixagem
- Rafael Oliveira — assistente de gravação e mixagem

Gravado: Studio Live (Salvador, Bahia)

Masterização: Absolute Master (São Paulo, São Paulo)

## Histórico de lançamento
| Região | Data                  | Formato(s)      | Gravadora            |
| ------ | --------------------- | --------------- | -------------------- |
| Brasil | 22 de outubro de 2015 | Promocional     | Roc Nation Universal |
| Brasil | 1 de julho de 2016    | Oficial (remix) | Roc Nation Universal |